# Anhängersteckdosen in Nordamerika

Übersicht von Anhängersteckdosen in Nordamerika

In Nordamerika oder Teilen davon gibt es eine Reihe von Standards, die Anhängersteckdosen für Kraftfahrzeuge beschreiben, unter anderem die elektrischen Anschlüsse zwischen Fahrzeugen und den von ihnen gezogenen Anhängern, als Mittel zur Steuerung der Beleuchtung des Anhängers, bzw. auch der Bremsanlage. Ihr Unterschied neben der mechanischen Form des Steckers und der Dose am Zugfahrzeug ist elektrisch den Signallampen geschuldet, da in den USA rote Blinker am Heck zulässig sind und viele Fahrzeuge so ausgeliefert werden, dass die roten Blinker umgeschaltete Bremslichter sind. Daher besitzen die Signale auf den Anhängersteckdosen nur eine rechte und linke Signallampe als Kombisignal. Für ein drittes Bremslicht gibt es auch teilweise patentierte Adapter, die deren Signal nachträglich aus den vorhandenen Signalen erzeugen. Daher werden solche Konverter im Anhänger verbaut. Neben der Signalerzeugung der dritten Bremsleuchte können andere wiederum das Signal der Bremslichter erkennen und filtern, womit am Zugfahrzeug trotz roter Blinkleuchten gelbe am Anhänger möglich werden. Ein weiterer Unterschied ist, dass Auflaufbremsen selten sind und elektrisch gesteuerte Bremsen schwerer, gebremster Anhänger der Normalfall sind.

## Einführung
Auf dem nordamerikanischen Markt werden Bremslichter und Blinker häufig kombiniert. Bei Pkw und leichten Nutzfahrzeugen (nachstehend als leichte Fahrzeuge aufgeführt) gibt es keinen formalen Standard, stattdessen gibt es eine Fülle von Kontakten mit mehr oder weniger akzeptierten Standards. Sie können jedoch nicht ganz sicher sein, dass der aktuelle Stecker an Fahrzeug und Anhänger gemessen haben, dass diese zueinander passen.
Schwere Fahrzeuge sind durch SAE J560 genormt, welche ISO 1185 ähnelt. Zu beachten ist, dass für bestimmte Funktionen unterschiedliche Farbcodierungen verwendet werden können. Dies bedeutet, dass man den hier genannten Farben nicht vertrauen kann, ohne den Kontakt und die Verkabelung von Fall zu Fall zu messen.
Falls das Fahrzeug die linke und die rechte Seite trennt Positionslichter Bei 58L und 58R ist es – wie bei vielen deutschen Autos – ratsam, 58L zu wählen, um die Rücklichter zu versorgen. Diese beiden Stromkreise dürfen nicht zusammengeführt werden, da dies zu Problemen im Zugfahrzeug führen kann. Wenn fortgeschrittenere Adapter benutzt werden, kann die Leitung der Beleuchtung (Klemme 58) der Anhängersteckdose über eine einfache Verbindung mit zwei Dioden von 58L und 58R herstellen, die eine ausgeglichene Last der Schaltkreise gewährleisten. Die Dioden müssen in der Lage sein, hohe Ströme zu verarbeiten und hohen Spannungen im Fall von elektrostatischer Entladung aushalten, oder dass sie zur Steuerung eines Relais verwendet werden, das wiederum den Anhänger speist. Wenn ein Anhänger vielen Lampen hat, wird die Verkabelung von Diode und Relais bevorzugt. Bei einem Anhänger mit einer einfachen Lichtanordnung reicht es normalerweise aus, ihn mit 58L zu verkabeln. 24 V Bordspannung ist bei amerikanischen Fahrzeugen unüblich.
Auf dem Markt gibt es viele spezielle Konverter. Diese lösen das Problem, ein Auto mit europäischer Verkabelung an einen Anhänger mit nordamerikanischer Verkabelung anzuschließen. Was die meisten dieser Konverter tun, ist das Zusammenführen der Signale von Blinker und Bremsleuchte von einer Dreileiterlösung mit 54, L und R in eine Zweidrahtlösung mit L54 und R54 gemäß Klemmenbezeichnung, wo Bremslicht und Blinker für jede Seite das gleiche Kabel und die gleiche Glühbirne verwenden. Diese Wandler behandeln normalerweise nicht den Fall von getrennten Positionslichtkreisen für die linke und rechte Seite im Zugfahrzeug. Dies geschieht über teils patentierte Logikschaltungen.

## Schwerlastfahrzeuge – SAE J560

7-poliger Anhängerstecker nach ISO 1185 / SAE J560 (Zugfahrzeugseite)

Physikalisches Design gemäß den Normen ISO 1185 / SAE J560.
Der Stecker für SAE J560 ist physikalisch identisch mit dem Stecker ISO 1185. Der Unterschied besteht darin, dass J560 angibt, dass die Spannung 12 V betragen muss und dass die Drahtflächen aufgrund der höheren Ströme, die bei Verwendung von 12 V im Vergleich zu 24 V benötigt werden, größer sein müssen. Einige der Stifte im Stecker haben auch eine etwas andere Funktion, wie die elektrisch gesteuerte Bremse und deren Deaktivierung bei eingeschaltetem Rückfahrscheinwerfer.
Die Funktionsunterschiede sind gering, aber der Unterschied in den Spannungs- und Stromanforderungen macht die SAE J560 und ISO 1185 ohne die Verwendung zusätzlicher Geräte in Form von Spannungswandlern nicht kompatibel. Besonderes Augenmerk muss auch auf Pin 7 gelegt werden. Es ist zu beachten, dass der SAE J560-Stecker die Bremsen nicht steuert. SAE J560 wird normalerweise bei schweren Lastkraftwagen und Anhängern mit verwendet pneumatische Bremsen wo nur die Stromversorgung der ABS-Einheit und die Anzeige des Bremsens durch das Bremslichtsignal erforderlich sind. Die Bremsen selbst werden mit Luftdruck gesteuert.
SAE J560 wurde 1951 eingeführt, was bedeutet, dass ältere Schwerlastfahrzeuge (Oldtimer) möglicherweise andere Anschlüsse haben.
| # | DIN         | Signal                                                                                | Farbe   | Kabelquerschnitte | Kabelquerschnitte | Notizen      |
| # | DIN         | Signal                                                                                | Farbe   | mm²               | AWG               | Notizen      |
| - | ----------- | ------------------------------------------------------------------------------------- | ------- | ----------------- | ----------------- | ------------ |
| 1 | 31          | Masse (-)                                                                             | weiß    | 10                | 8                 |              |
| 2 | 58 oder 58L | Beleuchtung: Rückleuchten, Markierungsleuchten, Nummernschildbeleuchtung linksseitig  | schwarz | 4                 | 12                |              |
| 3 | L           | Linker Blinker                                                                        | gelb    | 4                 | 12                |              |
| 4 | 54          | Bremslichter                                                                          | rot     | 6                 | 10                |              |
| 5 | R           | Rechter Blinker                                                                       | grün    | 4                 | 12                |              |
| 6 | 58 oder 58R | Beleuchtung: Rückleuchten, Markierungsleuchten, Nummernschildbeleuchtung rechtsseitig | braun   | 4                 | 12                |              |
| 7 |             | Stromversorgung, auch für ABS des Anhängers                                           | blau    | 6                 | 10                | [SAE_J560 1] |

Die folgenden zusätzlichen Informationen sind für den Anschluss vorhanden:

## Leichte Fahrzeuge, gängige Steckertypen
Leichte Fahrzeuge nutzen eine Vielzahl von Kontakten, aber unter diesen sind zwei, die am häufigsten sind:
- 4-poliger Flachstecker, standardmäßig für einfachere Anhänger verwendet.
- 7-poliger Rundstecker, häufig in Wohnwagen / Wohnmobilen usw. verwendet.

Aus diesem Grund gibt es auf dem Markt einheitliche Fahrzeugsteckdosen die diese beiden in einem einzigen Modul kombinieren. Auch ist dieses zweifache Modul oft bereits ab Werk verbaut wenn das Tow-Paket geordert wird.

### 7-poliger runder Klingenstecker (SAE J2863)

7-poliger Klingenstecker (Zugfahrzeugseite)

Dies ist üblich bei Wohnmobilen und anderen großen Anhängern, die über die Grundausstattung hinaus zusätzliche Lasten für Rücklichter und Bremslichter und Blinker haben. Der Standard ist definiert durch SAE J2863.
| # | DIN | Signal                                                                   | Farbe   | Kabelquerschnitt | Kabelquerschnitt | Notes |
| # | DIN | Signal                                                                   | Farbe   | mm²              | AWG              | Notes |
| - | --- | ------------------------------------------------------------------------ | ------- | ---------------- | ---------------- | ----- |
|   | 31  | Cassis-Masse                                                             | weiß    | 4                | 12               |       |
|   | L54 | Linke Signalleuchte                                                      | gelb    | 1.5              | 16               |       |
|   | 58  | Beleuchtung: Rückleuchten, Markierungsleuchten, Nummernschildbeleuchtung | braun   | 1.5              | 16               |       |
|   | 15  | Über Zündung geschaltete +12V                                            | Schwarz | 4                | 12               |       |
|   | R54 | Rechte Signalleuchte                                                     | grün    | 1.5              | 16               |       |
|   |     | Bremssignal für elektrisch gesteuerte Bremse                             | blau    | 4                | 12               |       |
|   |     | Rückfahrscheinwerfer und Deaktivierung der Bremse                        | rosa    | 1.5              | 16               |       |

### 6-poliger runder Stecker

6-poliger runder Stecker (Zugfahrzeugseite)

Dieser Kontakt tritt bei mittelschweren Anhängern auf, die sowohl Rückfahrscheinwerfer als auch elektrische Bremsen haben.
| # | DIN | Signal                                                                   | Farbe | Kabelquerschnitt | Kabelquerschnitt | Notes |
| # | DIN | Signal                                                                   | Farbe | mm²              | AWG              | Notes |
| - | --- | ------------------------------------------------------------------------ | ----- | ---------------- | ---------------- | ----- |
|   | 31  | Cassis-Masse                                                             | weiß  | 4                | 12               |       |
|   | L54 | Linke Signalleuchte                                                      | gelb  | 1.5              | 16               |       |
|   |     | Rückfahrscheinwerfer und Deaktivierung der Bremse                        | rosa  | 1.5              | 16               |       |
|   | R54 | Rechte Signalleuchte                                                     | grün  | 1.5              | 16               |       |
|   |     | Bremssignal für elektrisch gesteuerte Bremse                             | blau  | 4                | 12               |       |
|   | 58  | Beleuchtung: Rückleuchten, Markierungsleuchten, Nummernschildbeleuchtung | braun | 1.5              | 16               |       |

### Flacher 5-poliger Stecker

Flacher 5-poliger Stecker (Zugfahrzeugseite)

Dieser Kontakt ist nicht so häufig, aber mit dem 4-poligen Stecker so kompatibel, dass ein Zugfahrzeug mit diesem Stecker mit dem 4-poligen Flachstecker an einen Anhänger angeschlossen werden kann.
Die zusätzliche Verbindung wird häufig verwendet, um die Druckstoßbremsen beim Rückwärtsfahren mit dem Anhänger zu blockieren.
|     | DIN | Signal                                                   | Farber | Kabelquerschnitt | Kabelquerschnitt | Notes |
| mm² | DIN | Signal                                                   | Farber | AWG              |                  | Notes |
| --- | --- | -------------------------------------------------------- | ------ | ---------------- | ---------------- | ----- |
|     | 31  | Chassis Masse                                            | weiß   | 1.5              | 16               |       |
|     | 58  | Beleuchtung, Markierungs- und Nummernschild- beleuchtung | braun  | 1.0              | 18               |       |
|     | L54 | Linke Signallampe                                        | gelb   | 1.0              | 18               |       |
|     | R54 | Rechte Signallampe                                       | Green  | 1.0              | 18               |       |
|     |     | Rückfahrscheinwerfer und Deaktivierung der Bremse        | rosa   | 1.0              | 18               |       |

### 4-poliger flacher Stecker

Flacher 4-poliger Stecker (Zugfahrzeugseite)

Diese Verbindungstyp ist der mit Abstand am häufigsten verwendete bei nordamerikanischen Fahrzeugen und ist oft schon ab Werk verbaut. Es enthält die minimal notwendigen Signalen zur Einhaltung der gesetzlichen Anforderungen der Vereinigten Staaten und Kanada/Mexiko.
| # | DIN | Signal                                                                   | Farbe | Kabelquerschnitt | Kabelquerschnitt | Notes |
| # | DIN | Signal                                                                   | Farbe | mm²              | AWG              | Notes |
| - | --- | ------------------------------------------------------------------------ | ----- | ---------------- | ---------------- | ----- |
|   | 31  | Chassis-Masse                                                            | weiß  | 1.5              | 16               |       |
|   | 58  | Beleuchtung: Rückleuchten, Markierungsleuchten, Nummernschildbeleuchtung | braun | 1.0              | 18               |       |
|   | L54 | Linke Signallampe                                                        | gelb  | 1.0              | 18               |       |
|   | R54 | Rechte Signallampe                                                       | grün  | 1.0              | 18               |       |

## Weniger gebräuchliche Anschlüsse
Diese Steckverbindung ist seltener anzutreffen, und die Verkabelung dieser Kontakte kann von den hier aufgeführten Kontakten sowie dem Anwendungsbereich abweichen. Die Kontakte können beispielsweise zur Arbeitsbeleuchtung usw. verwendet werden.

### SAE J560-ähnlich, Typ 1

7-poliger SAE J560-ähnlicher Typ 1 (Zugfahrzeugseite)

Obwohl dies physikalische Ähnlichkeiten mit SAE J560 aufweist, ist es nicht elektrisch kompatibel und sollte vermieden werden. Die Verkabelung muss stattdessen SAE J560 entsprechen, um Probleme zu vermeiden.
| # | DIN | Signal                                                                   | Farbe          | Kabelquerschnitt | Kabelquerschnitt | Notes |
| # | DIN | Signal                                                                   | Farbe          | mm²              | AWG              | Notes |
| - | --- | ------------------------------------------------------------------------ | -------------- | ---------------- | ---------------- | ----- |
| 1 | 31  | Chassis-Masse                                                            | weiß           | 10               | 8                |       |
| 2 | 15  | Geschltete +12 V über Zündung.                                           | schwarz        | 10               | 8                |       |
| 3 | L54 | Linke Signallampe                                                        | gelb           | 4                | 12               |       |
| 4 |     | Reversing lamps, control current to block surge brakes when reversing.   | lila oder rosa | 6                | 10               |       |
| 5 | R54 | Rechte Signallampe                                                       | grün           | 4                | 12               |       |
| 6 | 58  | Beleuchtung: Rückleuchten, Markierungsleuchten, Nummernschildbeleuchtung | braun          | 4                | 12               |       |
| 7 |     | Bremssignal für elektrisch gesteuerte Bremse                             | blau           | 6                | 10               |       |

### SAE J560-ähnlicher Typ 2

7-poliger SAE J560-ähnlicher Typ 2 (Zugfahrzeugseite)

Obwohl dies physikalische Ähnlichkeiten mit SAE J560 aufweist, ist es nicht elektrisch kompatibel und sollte vermieden werden. Die Verkabelung muss stattdessen SAE J560 entsprechen, um Probleme zu vermeiden.
| # | DIN | Signal                                                                   | Farbe         | Kabelquerschnitt | Kabelquerschnitt | Notes |
| # | DIN | Signal                                                                   | Farbe         | mm²              | AWG              | Notes |
| - | --- | ------------------------------------------------------------------------ | ------------- | ---------------- | ---------------- | ----- |
| 1 | 31  | Chassis-Masse                                                            | weiß          | 10               | 8                |       |
| 2 |     | Rückfahrscheinwerfer und Deaktivierung der Bremse                        | rot oder lila | 6                | 10               |       |
| 3 | L54 | Linke Signalleuchte                                                      | gelb          | 4                | 12               |       |
| 4 | 15  | Über Zündung geschaltete +12V                                            | Schwarz       | 10               | 8                |       |
| 5 | R54 | Rechte Signalleuchte                                                     | grün          | 4                | 12               |       |
| 6 | 58  | Beleuchtung: Rückleuchten, Markierungsleuchten, Nummernschildbeleuchtung | braun         | 4                | 12               |       |
| 7 |     | Bremssignal für elektrisch gesteuerte Bremse                             | blau          | 6                | 10               |       |

### 6-poliger rechteckiger Stecker

6-poliger rechteckiger Stecker (Zugfahrzeugseite)

Da dieser Stecker Stifte in zwei Reihen hat, ist er nicht abwärtskompatibel mit den 4-poligen und 5-poligen Flachsteckern.
| # | DIN | Signal                                                                   | Farbe | Kabelquerschnitt | Kabelquerschnitt | Notes |
| # | DIN | Signal                                                                   | Farbe | mm²              | AWG              | Notes |
| - | --- | ------------------------------------------------------------------------ | ----- | ---------------- | ---------------- | ----- |
|   | 31  | Cassis-Masse                                                             | weiß  | 4                | 12               |       |
|   |     | Steuersignal der elektrischen Bremse                                     | blau  | 4                | 12               |       |
|   | 15  | +12V über Züngung geschaltet                                             | rot   | 4                | 12               |       |
|   | R54 | Rechte Signallampe                                                       | grün  | 1.5              | 16               |       |
|   | 58  | Beleuchtung: Rückleuchten, Markierungsleuchten, Nummernschildbeleuchtung | braun | 1.5              | 16               |       |
|   | L54 | Linke Signallampe                                                        | gelb  | 1.5              | 16               |       |

### 5-poliger runder Stecker

5-poliger runder Stecker (Zugfahrzeugseite)

Diese Verbindung ist seltener und hat möglicherweise eine völlig andere Verkabelung als die hier gezeigte. Die Verkabelung ist dieselbe wie beim 6-poligen Rundstecker mit Mittelstift (Rückfahrscheinwerfer) ausgeschlossen.
| # | DIN | Signal                                                                   | Farbe | Kabelquerschnitt | Kabelquerschnitt | Notes |
| # | DIN | Signal                                                                   | Farbe | mm²              | AWG              | Notes |
| - | --- | ------------------------------------------------------------------------ | ----- | ---------------- | ---------------- | ----- |
|   | 31  | Masse (Chassis)                                                          | weiß  | 4                | 12               |       |
|   | L54 | Linke Signallampe; Blinker und Bremslicht                                | gelb  | 1.5              | 16               |       |
|   | R54 | Rechte Signallampe; Blinker und Bremslicht                               | Grün  | 1.5              | 16               |       |
|   |     | Steuersignal der electritrische Bremse                                   | blau  | 4                | 12               |       |
|   | 58  | Beleuchtung: Rückleuchten, Markierungsleuchten, Nummernschildbeleuchtung | braun | 1.5              | 16               |       |

### 4-poliger runder Stecker

4-poliger runder Stecker (Zugfahrzeugseite)

Diese Steckverbindung ist in einigen Fällen anstelle des flachen 4-poligen Steckers erhältlich. Es ist bei in den USA gebauten Fahrzeugen weniger verbreitet als die 4-poligen Flachsteckverbinder, wird jedoch immer noch in älteren LKW- und SUV-Konfigurationen verwendet. Eine Besonderheit der Anhänger, die diese Art von Steckverbinder benötigen, ist die Tatsache, dass sie kein eigenes Bremssystem haben und zusammen mit dem Zugfahrzeug anhalten.
| # | DIN | Signal               | Farbe | Kabelquerschnitt | Kabelquerschnitt | Notes |
| # | DIN | Signal               | Farbe | mm²              | AWG              | Notes |
| - | --- | -------------------- | ----- | ---------------- | ---------------- | ----- |
|   | 31  | Chassis-Masse        | Weiß  | 1.5              | 16               |       |
|   | L54 | Linke Signalleuchte  | Gelb  | 1.0              | 18               |       |
|   | R54 | Rechte Signalleuchte | Grün  | 1.0              | 18               |       |
|   | 58  |                      | Braun | 1.0              | 18               |       |

### 3-poliger runder Beleuchtungsstecker nach DIN 9680
Eingeführt von John Deere für landwirtschaftliche Anhänger und Aggregate,  dann für andere Zwecke verwendet, wie Yachten und allgemeine elektrische Kabel.
| # | DIN   | Signal                          | Farbe   | Kabelquerschnitt | Kabelquerschnitt | Notes |
| # | DIN   | Signal                          | Farbe   | mm²              | AWG              | Notes |
| - | ----- | ------------------------------- | ------- | ---------------- | ---------------- | ----- |
|   | 15/30 | +12V                            | rot     | 2.5              | ?                |       |
|   | 31    | Ground connected to chassis     | Schwarz | 2.5              | ?                |       |
|   | 82    | +12V wire after relay (lock in) | rot     | ?                | ?                |       |